# Polyrhachis punctiventris
Polyrhachis punctiventris é uma espécie de formiga do gênero Polyrhachis, pertencente à subfamília Formicinae.